# Nataliia Burdeina
Nataliia Burdeina (în ucraineană Наталія Бурдейна; n. 30 ianuarie 1974, Odesa, RSS Ucraineană, URSS) este o arcașă ce a reprezentat Ucraina, medaliată olimpică. A participat la 2 ediții ale Jocurilor Olimpice (2000, 2004) în care a câștigat o medalie de argint.